# Feuerthalen
Feuerthalen (toponimo tedesco) è un comune svizzero di 3 596 abitanti del Canton Zurigo, nel distretto di Andelfingen.

## Monumenti e luoghi d'interesse

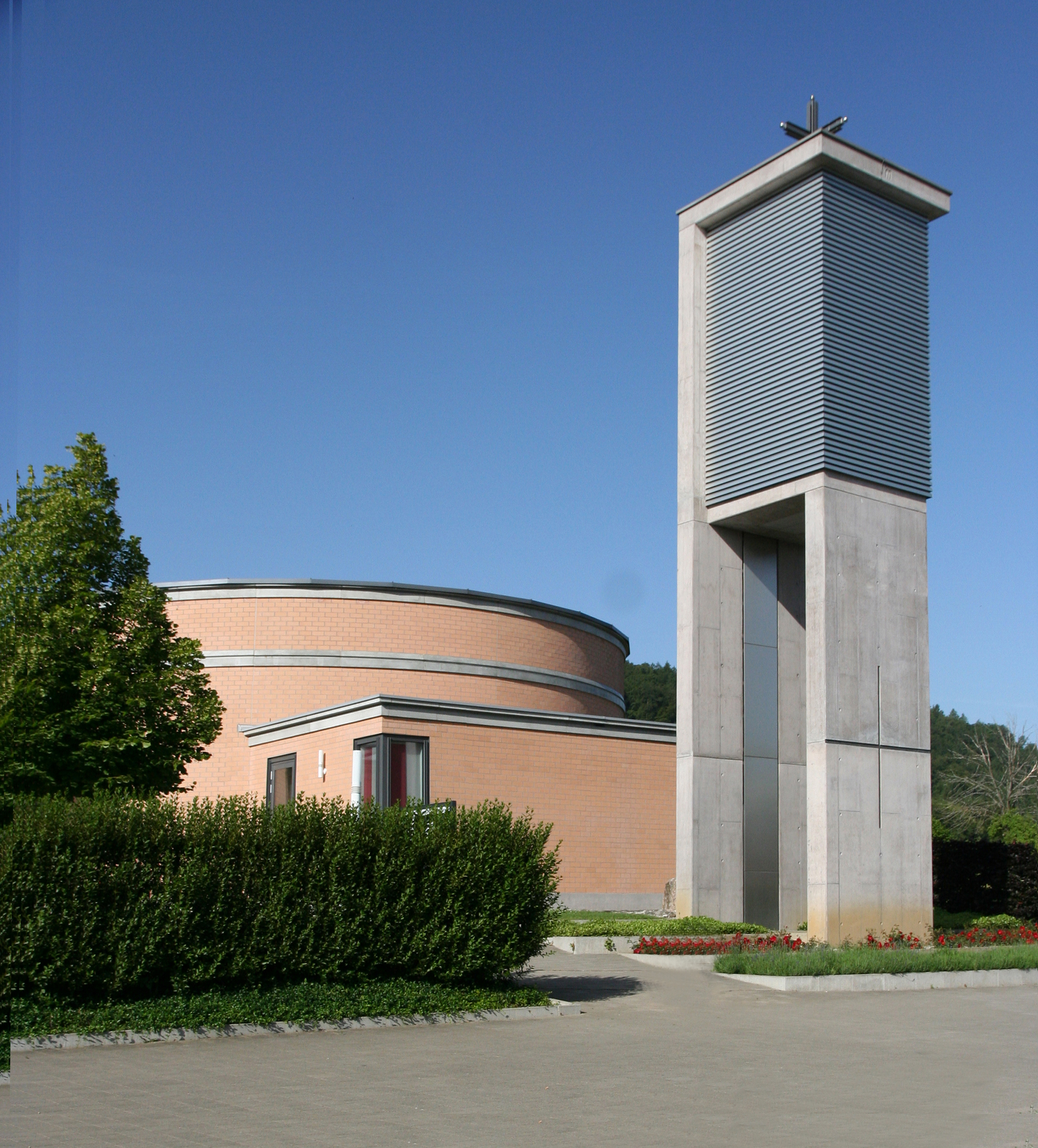
La chiesa cattolica di San Leonardo

- Chiesa riformata, attestata dal 1390[1];
- Chiesa cattolica di San Leonardo, eretta nel 1966[1].

## Società

### Evoluzione demografica
L'evoluzione demografica è riportata nella seguente tabella:
Abitanti censiti

## Infrastrutture e trasporti
Feuerthalen è servito dall'omonima stazione sulla ferrovia Sciaffusa-Rorschach.

## Amministrazione
Ogni famiglia originaria del luogo fa parte del cosiddetto comune patriziale e ha la responsabilità della manutenzione di ogni bene ricadente all'interno dei confini del comune.